# Marcin Krowicki
Marcin Krowicki (ur. ok. 1501 w Lubawie, zm. w połowie listopada 1573 w Piaskach) – polski ksiądz, działacz i pisarz reformacyjny, polemista-teolog, jeden z autorów przekładu Biblii brzeskiej. Kolejno duchowny katolicki, kalwiński i braci polskich. W 1603 roku jako autor trafił do pierwszego polskiego Indeksu Ksiąg Zakazanych powstałego z inicjatywy biskupa Bernarda Maciejowskiego.

## Życiorys
Syn Piotra, który prawdopodobnie był szlachcicem. W półroczu zimowym 1515 wpisał się do Akademii Krakowskiej. Później został sekretarzem, a następnie rządcą dóbr wojewody krakowskiego Piotra Kmity. Na jego dworze zaprzyjaźnił się z Jakubem Przyłuskim i Stanisławem Orzechowskim. Nieznana jest data otrzymania święceń kapłańskich. Jako ksiądz piętnował niemoralny tryb życia kleru oraz domagał się zniesienia celibatu. Według H. Barycza około 1537 otrzymał od Kmity probostwo w Sądowej Wiszni i prawdopodobnie zarząd starostwa, które sprawował do 1550. Wówczas to zerwał z Kościołem katolickim i z pomocą Orzechowskiego ożenił się z dziedziczką Pobiedna – Magdaleną Pobiedzińską. Ślub odbył się w kościele w Urzejowicach (1550) – blisko posiadłości Orzechowskiego w Żurawiczkach. Spowodowało to wydanie na niego zaocznego wyroku ekskomunikującego, pozbawienie beneficjów, godności duchownych, dzierżaw i wydalenie z diecezji.
W pierwszym półroczu 1551 przybył do Pińczowa, gdzie objął po Stankarze urząd kaznodziei w zborze kalwińskim. Był za to ścigany listem pasterskim wydanym w maju 1553 przez biskupa krakowskiego Andrzeja Zebrzydowskiego. Porwany przez ludzi biskupa został uwolniony przez grupę szlachty. Przed uwięzieniem ratował się ucieczką do Wittenbergi, gdzie w latach 1553–1554 studiował na tamtejszym uniwersytecie. Później pełnił funkcję ministra kalwińskiego we Włodzisławiu, Brzezinach, Goślicach i Książu. W 1561 osiadł w Wojciechowie na Lubelszczyźnie, gdzie rok później został wybrany superintendentem zborów lubelskich. W 1562 przeniósł się do Węgrowa, gdzie pod wpływem Piotra z Goniądza przeszedł na unitarianizm i został superintendentem zborów braci polskich na Podlasiu oraz zaczął zwalczać kalwinistów. Po złożeniu urzędu wraz z innymi braćmi polskimi powrócił około 1570 na Lubelszczyznę i osiadł jako kaznodzieja w Piaskach, gdzie też zmarł w połowie listopada 1573.

## Twórczość

### Ważniejsze utwory
- Chrześciańskie a żałobliwa napominanie do Najaśniejszego Jego Królewskiej Miłości Majestatu i do wszystkich panów wielkich, małych, bogatych i ubogich, Magdeburg 1554
- Napominanie ks. biskupa krakowskiego, Pińczów ok. 1555, drukarnia Daniel z Łęczycy (utwór obecnie nieznany); fragm. podał H. Juszyński Dykcjonarz poetów polskich, t. 2, Kraków 1820, s. 437–438
- Obrona nauki prawdziwej i wiary starodawnej krześciańskiej, Pińczów 1560, drukarnia Daniel z Łęczycy; wyd. następne pt. Apologia więtsza, to jest obrona nauki, Wilno 1584, Wilno 1604; fragm. edycji z 1584 przedr. W. Taszycki Wybór tekstów staropolskich XVI-XVIII wieku, Lwów 1928, wyd. 2 Warszawa 1955; przekł. niemiecki pt. apologia, das ist Verantwortung und Verteidigung der wahrhaftigen Lehre, wilno 1602
- Obrazy a kontrefet własny Antykrystow, Wilno?, 1561, drukarnia M. Wirzbięta; unikat zdefektowany (bez wierszowanej autobiografii Krowickiego), Biblioteka Kórnicka
- Słudzy wierni Pana Jezu Chrysta ukrzyżowanego Stanisławowi Orzechowskiemu, księdzu żonatemu papieskiemu, nawrócenia życzą, wyd. z rękopisu T. Wierzbowski przy: S. Orzechowski „Opowiadanie upadku przyszłego polskiego z r. 1560”, Warszawa 1901, Biblioteka Zapomnianych Poetów i Prozaików Polskich XVI-XVIII w., zeszyt 16

### Listy
- Do J. Przyłuskiego, dat. 1550, ogł. W. A. Maciejowski Piśmiennictwo polskie, t. 3 dod., Warszawa 1852, s. 198; wyd. J. Korzeniowski w wyd. „Orichoviana”, t. 1, Kraków 1891, BPP nr 19
- Listy do P. Kmity, S. Orzechowskiego, J. Przyłuskiego z lat 1550–1551, wyd. J. Korzeniowski w wyd. „Orichoviana”, t. 1, Kraków 1891, BPP nr 19
- List do „brata” Stanisława Budzyńskiego, Piaski, 28 października 1573 (o urzędzie, jeśli ji może Chrystyjan trzymać, w którem też niektóre Rakowskie zabobony i śmiałości spomina), ogł. S. Budny w książce O urzędzie miecza używającem (Łosk) 1583; wyd. krytyczne S. Kot, Warszawa 1932, Zabytki Literatury z Doby Reformacji nr 1, s. 173–179
- Do J. Łaskiego, wyd. w: S. Gabbema Epistolarum ab illustribus et claris viris scriptarum centuriae tres, Harlingae Frisiorum (Haarlem) 1664
- Od J. Przyłuskiego, dat. 1550; od S. Orzechowskiego, dat. Żurowice, 12 maja 1551, wyd. J. Korzeniowski w wyd. „Orichoviana”, t. 1, Kraków 1891, BPP nr 19

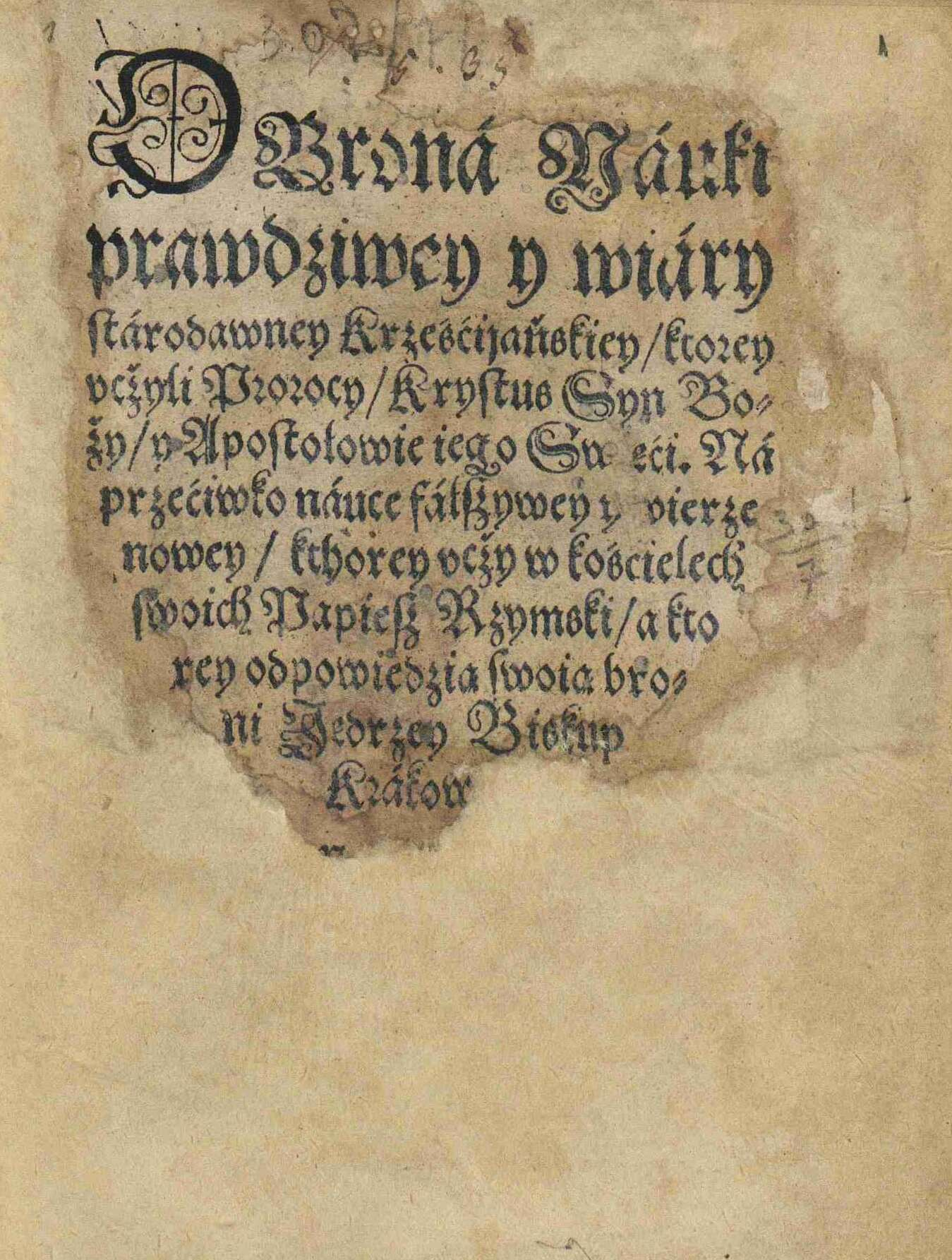
Obrona nauki prawdziwej y wiary starodawnej krzescijańskiey 1560
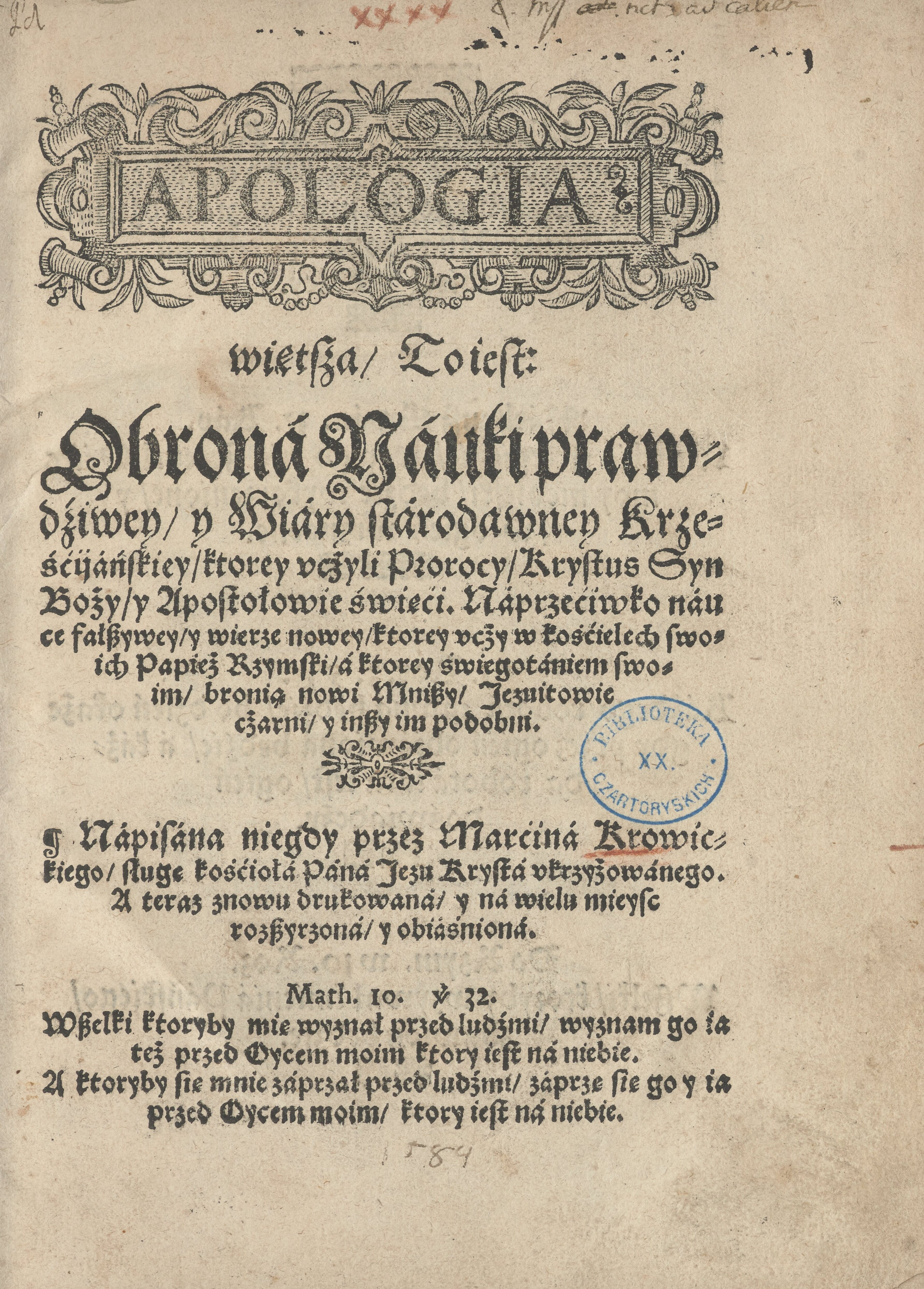
Apologia więtsza, To iest: Obroná Náuki prawdziwey y Wiáry stárodawney Krześćijáńskiey 1584